# Wiewiec (gromada)
Wiewiec – dawna gromada, czyli najmniejsza jednostka podziału terytorialnego Polskiej Rzeczypospolitej Ludowej w latach 1954–1972.
Gromady, z gromadzkimi radami narodowymi (GRN) jako organami władzy najniższego stopnia na wsi, funkcjonowały od reformy reorganizującej administrację wiejską przeprowadzonej jesienią 1954 do momentu ich zniesienia z dniem 1 stycznia 1973, tym samym wypierając organizację gminną w latach 1954–1972.
Gromadę Wiewiec siedzibą GRN w Wiewcu utworzono – jako jedną z 8759 gromad na obszarze Polski – w powiecie radomszczańskim w woj. łódzkim, na mocy uchwały nr 36/54 WRN w Łodzi z dnia 4 października 1954. W skład jednostki weszły obszary dotychczasowych gromad Wiewiec, Wola Wiewiecka i Pomiary (z wyłączeniem wsi Błota Kruplińskie) ze zniesionej gminy Zamoście oraz obszar dotychczasowej gromady Krzywanice ze zniesionej gminy Brudzice w tymże powiecie. Dla gromady ustalono 25 członków gromadzkiej rady narodowej.
1 stycznia 1956 gromada weszła w skład nowo utworzonego powiatu pajęczańskiego w tymże województwie.
1 stycznia 1959 z gromady Wiewiec wyłączono wieś Krzywanice oraz kolonie Pieńki Krzywańskie i Otocze włączając je do gromady Lgota Wielka w powiecie radomszczańskim.
1 lipca 1968 gromadę zniesiono, a jej obszar włączono do gromady Zamoście w tymże powiecie.